# Haimar Cumme
Haimar Cumme (* 8. September 1898 in Berlin; † 9. Mai 1964 in Rostock) war ein deutscher Mathematiker, Physiker und Hochschullehrer.

## Leben

### Familie
Haimar Cumme wurde als Sohn von Ernst Cumme, einem Buchhändler, und dessen Ehefrau Margarete (geb. Schewe) geboren.
Im Jahr 1927 heiratete er und wurde Vater von drei Söhnen.

### Werdegang
In Berlin besuchte Haimar Cumme zunächst die Volksschule und anschließend die Goetheschule in Berlin-Wilmersdorf, ein Reform-Realgymnasium, wo er im Februar 1917 die Reifeprüfung ablegte.
Nach dem Abitur nahm er ein Studium der Mathematik, Physik, Chemie und Philosophie an der Universität Berlin auf. Dieses Studium wurde von seiner Teilnahme am Ersten Weltkrieg, anfangs als Pionier und zuletzt als Heeresmeteorologe im Kommando der Heimatwetterwarten in Berlin, vor allem in der Versuchsabteilung, im Jahr 1917 bis 1918 unterbrochen.
Nach dem Krieg setzte er 1918 sein Studium fort und erweiterte seine Kenntnisse in Pädagogik und Jugendpsychologie. Im Oktober 1920 legte er das Mittelschullehrerexamen ab.
Er arbeitete von 1921 bis 1927 als Lehrer für Mathematik, Physik und Chemie an der von Friedrich Fröbel gegründeten Erziehungsanstalt in Keilhau (siehe Allgemeine Deutsche Bildungsanstalt) bei Rudolfstadt.
Nach einem Todesfall in der Familie seiner Schwiegereltern trat er in deren Einzelhandelsbetrieb ein. 1933 übernahm er die Geschäftsführung der Firma Hecht in Leipzig und blieb bis zum Kriegsbeginn des Zweiten Weltkriegs 1939 in dieser Position.
Er diente bis 1945 in der Wehrmacht, wo er als Ausbilder im Nachrichtendienst tätig war und den Rang eines Oberfeldwebels erreichte; im März 1945 wurde er in Ungarn verwundet.
Nach einer kurzen amerikanischen Kriegsgefangenschaft kehrte er Anfang Juni 1945 nach Deutschland zurück, während seine Familie aufgrund der Luftangriffe auf Leipzig nach Hohndorf evakuiert worden war. Er war von 1945 bis 1951 Lehrer für Mathematik und Physik an der Oberschule in Lichtenstein in Sachsen. In dieser Zeit leitete er Arbeitsgemeinschaften für die Lehrerfachausbildung und war als Dozent an der Volkshochschule sowie am Fernstudium der Technischen Hochschule Dresden tätig.
1951 wurde er zum Dozenten für Methodik und Didaktik des mathematischen Unterrichts an der Pädagogischen Fakultät der Universität Rostock ernannt. Diese Position führte 1953/54, nach der Fusion mit der Pädagogischen Fakultät in Greifswald im September 1952, zu einem Lehrauftrag als Professor für Methodik des Mathematik- und Physikunterrichts an der Universität Greifswald. Im Januar 1955 wurde er zum Professor mit Lehrauftrag für Methodik des Mathematik- und Physikunterrichts berufen, erhielt im September 1955 einen vollen Lehrauftrag und wurde 1959 Professor mit Lehrstuhl.
Er gehörte 1952 zu den Unterzeichnern eines Memorandums, in dem Professoren und Dozenten der Universität Rostock beim Staatssekretariat für Hochschulwesen gegen die II. Hochschulreform von 1951 protestierten. Ihm wurde nach einem längeren Zeitraum von der SED vorgeworfen, er habe Zweifel an der ewigen Wahrheit grundlegender Leitsätze des Marxismus-Leninismus gelehrt und damit dem „Revisionismus“ Zugang verschafft. Auch verharre er auf der Position des „Sozialdemokratismus“. Nach einer demütigenden Selbstkritik konnte er an der Universität weiterarbeiten. 1958 gab es eine "Aussprache" an der Universität Rostock, an der unter anderem Ulrich Seemann, Karl-Heinz Jesper (1922–1969) und Heinrich Vogel teilnahmen, in der er seine Standpunkte zur Endlichkeit und Unendlichkeit erläutern sollte; eine Einigung konnte jedoch nicht erzielt werden.
Zu seinen Studenten gehörte unter anderem der spätere Hochschullehrer Günter Sietmann (1928–2005).
In der akademischen Selbstverwaltung war er von 1958 bis 1959 Dekan und von 1960 bis 1963 Institutsdirektor des Instituts für Pädagogik an der Universität Rostock. Sein Fachgebiet umfasste Mathematik, Physik und Pädagogik.
1958 wurde unter dem Vorsitz von Haimar Cumme der Doktorgrad des stellvertretenden Staatssekretärs Franz Wohlgemuth, nach dessen Flucht aus der DDR, aberkannt.
In den Jahren 1959 bis 1961 leitete er im Auftrag des Ministeriums für Volksbildung mehrere Ausstellungen über das Volksbildungswesen in der Deutschen Demokratischen Republik in Indonesien sowie in Ägypten und Syrien.
Haimar Cumme war aktiv in verschiedenen pädagogisch-methodischen Gremien und wirkte unter anderem im Wissenschaftlichen Rat des Deutschen Pädagogischen Zentralinstituts und im Wissenschaftlichen Rat des Ministeriums für Volksbildung mit.
Neben seiner Lehrtätigkeit und Forschung verfasste er zahlreiche Beiträge in verschiedenen Fachzeitschriften.

### Akademische Abschlüsse
Haimar Cumme schloss sein Studium 1920 mit dem Staatsexamen für Mittelschulen in den Fächern Mathematik, Physik und Chemie an der Universität Berlin ab. 1950 promovierte er an der Universität Rostock mit der Dissertation Die Schulmathematik als Lehre von den quantitativen und Ordnungsbeziehungen in der realen Welt. In seiner Arbeit untersuchte er die Schulmathematik aus der Perspektive einer modernen Weltanschauung. 1953 habilitierte er sich an der Universität Greifswald mit der Arbeit Die spezielle Relativitätstheorie und ihre Behandlung an der Oberschule.

## Ehrungen und Auszeichnungen
Für seine Verdienste wurde Haimar Cumme mit der Pestalozzi-Medaille in Bronze ausgezeichnet.
Zu seinem 65. Geburtstag übermittelte das Zentralkomitee der SED im Neuen Deutschland seine Glückwünsche.

## Mitgliedschaften
1949 wurde Haimar Cumme 1. Vorsitzender der Ortsgruppe Lichtenstein des Kulturbunds zur Demokratischen Erneuerung Deutschlands. 
Ab 1950 war er Mitglied der Sozialistischen Einheitspartei Deutschlands (SED). 

## Schriften (Auswahl)
- Die Schulmathematik als Lehre von den quantitativen und Ordnungsbeziehungen in der realen Welt. 1950.
- Die spezielle Relativitätstheorie und ihre Behandlung an der Oberschule. 1953.